# Stelis subtilis
Stelis subtilis là một loài thực vật có hoa trong họ Lan. Loài này được Luer & Dalström mô tả khoa học đầu tiên năm 2004.